# Mother! Mother!! - A Jazz Symphony Featuring Clark Terry and Zoot Sims
Mother! Mother!! - A Jazz Symphony Featuring Clark Terry and Zoot Sims è un album di Clark Terry e Zoot Sims, pubblicato dalla Pablo Today Records nel 1980. Il disco fu registrato il 2 febbraio 1979 al RCA Studios di New York City, New York (Stati Uniti).

## Tracce
Brani composti da Charles Schwartz
Lato A
1. First Movement-Celebration – 8:52
2. Second Movement-Jubilation – 11:15

Lato B
1. Third Movement-Exultation – 7:12
2. Fourth Movement-Revelation – 9:55

## Musicisti
- Clark Terry - tromba, flicorno, voce, speaker
- Zoot Sims - sassofono tenore, sassofono soprano
- Arthur Weisberg - conduttore musicale
- Joan Heller - voce
- Jimmy Maxwell - tromba

Membri della The Contemporary Chamber Ensemble:
- Susan Palma - flauto
- Anand Devendra - clarinetto
- Jean Ingraham - violino
- Chris Finckel - violoncello
- Donald Palma - contrabbasso
- Gilbert Kalish - tastiere
- Raymond Des Roches - percussioni
- Anthony Cinardo - percussioni[3]